# STS-36
STS-36 — космический полёт MTKK «Атлантис» по программе «Спейс Шаттл» (34-й полёт программы и 6-й полёт Атлантиса), целью которого были вывод на орбиту спутника «KH 11-10» по заказу Министерства обороны США.
Что примечательно, полёт был перенесён на несколько дней из-за болезни командира Крейтона и неблагоприятных погодных условий. Назначенный на 22 февраля 1990 года старт шаттла переносился последовательно на 23, 24, а затем и 25 февраля.

## Экипаж
- (НАСА): Джон Крейтон (2)[4] — командир;
- (НАСА): Джон Каспер (1) — пилот;
- (НАСА): Ричард Маллейн (3) — специалист полёта-1;
- (НАСА): Дейвид Хилмерс (3) — специалист полёта-2;
- (НАСА): Пьерр Туот (1) — специалист полёта-3.

## Параметры полёта
- Грузоподъёмность — 19 600 кг;
- Наклонение орбиты — 62,0°;
- Период обращения — 88,5 мин;
- Перигей — 198 км;
- Апогей — 204 км.

## Эмблема
Так как миссия STS-36 была военной, то и изображение на эмблеме сводится к патриотическому сюжету. На эмблеме изображён один из национальных символов США — Белоголовый орлан, а звёздное поле Американского флага сливается со звёздами космоса, что символизирует роль космоса «в обеспечении свободы и независимости Америки».